# C/2011 L3 (Макнота)
C/2011 L3 (Макнота) — одна з гіперболічних комет. Комету відкрив 3 червня 2011 року Роберт Макнот, коли вона мала зоряну величину 16,3m.